# مستقبل الريانودين
مستقبلات الريانودين هي صنف من قنوات الكالسيوم داخل الخلوية في عدة أنسجة حيوانية قابلة للاستثارة، مثل العضلات والعصبونات.

تلعب مستقبلات الريانودين دورًا هامًا في إخراج أيونات الكالسيوم من الشبكة الهيولية العضلية، ولذلك لها وظيفة مهمة في التقلّص العضلي.

## التسمية
سميت مساقبلة الريانودين بهذا الاسم نسبة للنبتة المسماة الريانودين شبه القلوية، وذلك بسبب الألفة العالية بين النبتة والمستقبلة.

## الأشكال الإسوية
هناك عدة أشكال إسوية لمستقبلة الريانودين:
- مستقبلة الريانودين 1 ذات تعبير عالي في العضلة الهيكلية بالأساس.
- مستقبلة الريانودين 2 ذات تعبير عالي في عضلة القلب بالأساس.
- مستقبلة الريانودين 3 ذات تعبير في أنسجة متنوعة، في الدماغ خاصة.

## علم وظائف الأعضاء
تتوسط مستقبلة الريانودين في تحرير أيونات الكالسيوم من الشبكة الهيولية العضلية، خطوة مهمة في الانقباض العضلي. في العضلة الهيكلية، يظن العلماء أن عملية التفعيل هذه يحدث عن طريق تقارن فيزيائي مع مستقبلة الديهيدروبيريدين، بينما في عضلة القلب، الآلية الأساسية هي تحرير الكالسيوم المستحث على يد تحرير الكالسيوم من الشبكو الهيولية العضلية.

## علم الأدوية

### ضادّات:[2]
- ريانودين
- دانترولين، المناهض المستعمل سريريًا
- روثينيوم ريد
- بروكائين، تتراكاين، الخ (مخدرات موضعية)

### منشّطات:[3]
- ناهض: 4-كلورو-ام-كريسول وسورامين
- كسانتينات مثل الكافيين والبنتيفليين

## دورها في الأمراض
هناك صلة بين طفرات في مستقبلة الريانودين 1 وفرط الحرارة الخبيث وداء لب العضلات المركزي. طفرات في مستقبلة الريانودين 2 تلعب دورًا في تسرّع القلب البطيني متعدد الأشكال الكاتيكولاميني (نمط من الاضطرابات النظمية القلبية) وعسر تصنّع القلب الأيمن المسببّ للانظميات.